# Odense Boldklub 2016-2017
Questa voce raccoglie le informazioni riguardanti il Odense Boldklub nelle competizioni ufficiali della stagione 2016-2017.

## Maglie e sponsor
Lo sponsor tecnico per la stagione 2016-2017 è Hummel, mentre lo sponsor ufficiale è Carlsberg. La divisa casalinga è composta da una maglietta a strisce bianche e blu, pantaloncini e calzettoni blu. Quella da trasferta è invece nera con motivi gialli.

## Calciomercato

### Sessione estiva
| Acquisti | Acquisti              | Acquisti    | Acquisti      |
| R.       | Nome                  | da          | Modalità      |
| -------- | --------------------- | ----------- | ------------- |
| D        | Jeppe Tverskov        | Randers     | gratuito      |
| D        | Kenneth Emil Petersen | Aalborg     | gratuito      |
| A        | Rasmus Jönsson        | Aalborg     | gratuito      |
| C        | Mathias Thrane        | Aalborg     | gratuito      |
| D        | João Pereira          | SønderjyskE | gratuito      |
| C        | Nana Welbeck          | Krka        | ?             |
| A        | Thomas Mikkelsen      | Vejle       | fine prestito |
| D        | Magnus Pedersen       | Sogndal     | fine prestito |

| Cessioni | Cessioni            | Cessioni        | Cessioni      |
| R.       | Nome                | a               | Modalità      |
| -------- | ------------------- | --------------- | ------------- |
| P        | Michael Törnes      | Vitesse         | gratuito      |
| C        | Lucas Jensen        | Hobro           | gratuito      |
| C        | Rasmus Falk Jensen  | Copenaghen      | gratuito      |
| D        | Lasse Nielsen       | Lech Poznań     | gratuito      |
| D        | Magnus Pedersen     | Sogndal         | gratuito      |
| D        | Mohammed Diarra     | ?               | gratuito      |
| C        | Azer Bušuladžić     | Dinamo Bucarest | gratuito      |
| D        | Ari Freyr Skúlason  | Lokeren         | ?             |
| D        | Hallgrímur Jónasson | Lyngby          | ?             |
| C        | Anders Thomsen      | Middelfart      | ?             |
| P        | Maksym Koval        | Dinamo Kiev     | fine prestito |

## Stagione

### Superligaen 2016-2017
| Odense 15 luglio 2016, ore 20:15 CET | Odense | 0 – 0 referto | Silkeborg | Stadio Fionia Park |

| Lyngby-Taarbæk 24 luglio 2016, ore 14:00 CET                                     | Lyngby    | 2 – 2 referto                    | Odense | Stadio Lyngby |
| \| \| \| \| \| Kjær 42’, 51’ \| Marcatori \| 8’ (rig.) Petersen 37’ Festersen \| |           |                                  |        |               |
|                                                                                  |           |                                  |        |               |
| Kjær 42’, 51’                                                                    | Marcatori | 8’ (rig.) Petersen 37’ Festersen |        |               |

| Aalborg 1 agosto 2016, ore 19:00 CET                                       | Aalborg   | 2 – 2 referto      | Odense | Aalborg Stadion |
| \| \| \| \| \| Bassogog 3’ Würtz 11’ \| Marcatori \| 5’, 77’ Edmundsson \| |           |                    |        |                 |
|                                                                            |           |                    |        |                 |
| Bassogog 3’ Würtz 11’                                                      | Marcatori | 5’, 77’ Edmundsson |        |                 |

| Odense 6 agosto 2016, ore 16:00 CET | Odense | 0 – 0 referto | Viborg | Stadio Fionia Park |

| Odense 14 agosto 2016, ore 16:00 CET                                             | Odense    | 3 – 1 referto  | Nordsjælland | Stadio Fionia Park |
| \| \| \| \| \| Mikkelsen 53’, 82’ Petersen 57’ \| Marcatori \| 81’ Ingvartsen \| |           |                |              |                    |
|                                                                                  |           |                |              |                    |
| Mikkelsen 53’, 82’ Petersen 57’                                                  | Marcatori | 81’ Ingvartsen |              |                    |

| Esbjerg 22 agosto 2016, ore 19:00 CET                                                               | Esbjerg   | 3 – 2 referto                | Odense | Blue Water Arena |
| \| \| \| \| \| Andersen 31’ Hvilsom 50’ Paulsen 76’ \| Marcatori \| 12’ Festersen 53’ Edmundsson \| |           |                              |        |                  |
| |           |                              |        |                  |
| Andersen 31’ Hvilsom 50’ Paulsen 76’                                                                | Marcatori | 12’ Festersen 53’ Edmundsson |        |                  |

| Odense 28 agosto 2016, ore 14:00 CET          | Odense    | 0 – 1 referto | Horsens | Stadio Fionia Park |
| \| \| \| \| \| \| Marcatori \| 28’ Hansson \| |           |               |         |                    |
|                                               |           |               |         |                    |
|                                               | Marcatori | 28’ Hansson   |         |                    |

| Copenaghen 10 settembre 2016, ore 16:00 CET                             | Copenaghen | 2 – 0 referto | Odense | Parken Stadium |
| \| \| \| \| \| Augustinsson 87’ (rig.) Cornelius 90’ \| Marcatori \| \| |            |               |        |                |
|                                                                         |            |               |        |                |
| Augustinsson 87’ (rig.) Cornelius 90’                                   | Marcatori  |               |        |                |

| Odense 18 settembre 2016, ore 14:00 CET      | Odense    | 0 – 1 referto | Midtjylland | Stadio Fionia Park |
| \| \| \| \| \| \| Marcatori \| 75’ Olsson \| |           |               |             |                    |
|                                              |           |               |             |                    |
|                                              | Marcatori | 75’ Olsson    |             |                    |

| Haderslev 22 settembre 2016, ore 18:00 CET  | SønderjyskE | 1 – 0 referto | Odense | Haderslev Fodboldstadion |
| \| \| \| \| \| Kroon 11’ \| Marcatori \| \| |             |               |        |                          |
|                                             |             |               |        |                          |
| Kroon 11’                                   | Marcatori   |               |        |                          |

| Brøndby 25 settembre 2016, ore 16:00 CET                             | Brøndby   | 3 – 0 referto | Odense | Stadio Brøndby |
| \| \| \| \| \| Nörgaard 19’ Mukhtar 45’ Pukki 77’ \| Marcatori \| \| |           |               |        |                |
|                                                                      |           |               |        |                |
| Nörgaard 19’ Mukhtar 45’ Pukki 77’                                   | Marcatori |               |        |                |

| Odense 30 settembre 2016, ore 18:00 CET                              | Odense    | 2 – 1 referto | Aarhus | Stadio Fionia Park |
| \| \| \| \| \| Tingager 41’ Jönsson 72’ \| Marcatori \| 78’ Amini \| |           |               |        |                    |
|                                                                      |           |               |        |                    |
| Tingager 41’ Jönsson 72’                                             | Marcatori | 78’ Amini     |        |                    |

| Randers 16 ottobre 2016, ore 12:00 CET                     | Randers   | 3 – 0 referto | Odense | Stadio Essex Park Randers |
| \| \| \| \| \| George 9’ Ishak 62’, 89’ \| Marcatori \| \| |           |               |        |                           |
|                                                            |           |               |        |                           |
| George 9’ Ishak 62’, 89’                                   | Marcatori |               |        |                           |

| Odense 23 ottobre 2016, ore 16:00 CET                                        | Odense    | 0 – 3 referto                              | Copenaghen | Stadio Fionia Park |
| \| \| \| \| \| \| Marcatori \| 40’ Verbič 47’ (aut.) Tingager 77’ Delaney \| |           |                                            |            |                    |
|                                                                              |           |                                            |            |                    |
|                                                                              | Marcatori | 40’ Verbič 47’ (aut.) Tingager 77’ Delaney |            |                    |

| Silkeborg 28 ottobre 2016, ore 18:00 CET                  | Silkeborg | 1 – 1 referto | Odense | MASCOT Park |
| \| \| \| \| \| Thrane 11’ \| Marcatori \| 54’ Gammelby \| |           |               |        |             |
|                                                           |           |               |        |             |
| Thrane 11’                                                | Marcatori | 54’ Gammelby  |        |             |

| Odense 6 novembre 2016, ore 12:00 CET                           | Odense    | 1 – 2 referto  | Lyngby | Stadio Fionia Park |
| \| \| \| \| \| Edmundsson 63’ \| Marcatori \| 10’, 80’ Kjaer \| |           |                |        |                    |
|                                                                 |           |                |        |                    |
| Edmundsson 63’                                                  | Marcatori | 10’, 80’ Kjaer |        |                    |

| Odense 20 novembre 2016, ore 16:00 CET         | Odense    | 1 – 0 referto | Brøndby | Stadio Fionia Park |
| \| \| \| \| \| Jacobsen 42’ \| Marcatori \| \| |           |               |         |                    |
|                                                |           |               |         |                    |
| Jacobsen 42’                                   | Marcatori |               |         |                    |

| Herning 28 novembre 2016, ore 19:00 CET         | Midtjylland | 1 – 0 referto | Odense | MCH Arena |
| \| \| \| \| \| Kristensen 4’ \| Marcatori \| \| |             |               |        |           |
|                                                 |             |               |        |           |
| Kristensen 4’                                   | Marcatori   |               |        |           |

| Odense 1 dicembre 2016, ore 20:00 CET                  | Odense    | 0 – 1 referto        | Esbjerg | Stadio Fionia Park |
| \| \| \| \| \| \| Marcatori \| 51’ (rig.) Jörgensen \| |           |                      |         |                    |
|                                                        |           |                      |         |                    |
|                                                        | Marcatori | 51’ (rig.) Jörgensen |         |                    |

| Arbitro: | Kim Aabech |

|  |           |               |
|  | Marcatori | 53’ Festersen |

| Viborg 12 dicembre 2016, ore 19:00 CET                        | Viborg    | 1 – 1 referto | Odense | Viborg Stadion |
| \| \| \| \| \| Frederiksen 8’ \| Marcatori \| 74’ Thomasen \| |           |               |        |                |
|                                                               |           |               |        |                |
| Frederiksen 8’                                                | Marcatori | 74’ Thomasen  |        |                |

## Statistiche
- Vittorie: 1
- Vittorie in casa: 1
- Vittorie in trasferta: 0
- Pareggi: 4
- Pareggi in casa: 2
- Pareggi in trasferta: 2
- Sconfitte: 0
- Sconfitte in casa: 0
- Sconfitte in trasferta: 0
- Gol fatti: 7
- Gol subiti: 5
- Differenza reti: +2
- Miglior marcatore:  Jóan Edmundsson e  Mikkkelsen (2)
- Miglior vittoria:  Odense 3-1  Nordsjælland
- Peggior sconfitta:
- Vittoria con più gol segnati:  Odense 3-1  Nordsjælland
- Sconfitta con più gol subiti:
- Partita con più gol:  Lyngby 2-2  Odense  Aalborg 2-2  Odense e  Odense 3-1  Nordsjælland

## Rosa
| N. |                        | Ruolo | Calciatore            |
| -- | ---------------------- | ----- | --------------------- |
| 1  | Danimarca (bandiera)   | P     | Michael Falkesgaard   |
| 2  | Danimarca (bandiera)   | D     | Kenneth Emil Petersen |
| 3  | Danimarca (bandiera)   | D     | Frederik Tingager     |
| 4  | Islanda (bandiera)     | D     | .Hallgrimur Jonasson  |
| 5  | Portogallo (bandiera)  | D     | João Pereira          |
| 6  | Danimarca (bandiera)   | D     | Jeppe Tverskov        |
| 7  | Fær Øer (bandiera)     | C     | Jóan Edmundsson       |
| 8  | Paesi Bassi (bandiera) | C     | Mohamed El Makrini    |
| 9  | Svezia (bandiera)      | A     | Rasmus Jönsson        |
| 10 | Danimarca (bandiera)   | A     | Rasmus Festersen      |
| 11 | Danimarca (bandiera)   | C     | Lucas Jensen          |
| 13 | Norvegia (bandiera)    | P     | Sten Grytebust        |

| N. |                           | Ruolo | Calciatore            |
| -- | ------------------------- | ----- | --------------------- |
| 14 | Danimarca (bandiera)      | C     | Jens Jakob Thomasen   |
| 15 | Nigeria (bandiera)        | C     | Izunna Uzochukwu      |
| 17 | Danimarca (bandiera)      | D     | Jacob Buus            |
| 18 | Danimarca (bandiera)      | C     | Mathias Thrane        |
| 19 | Danimarca (bandiera)      | C     | Mikkel Desler         |
| 20 | Danimarca (bandiera)      | D     | Jacob Barrett Laursen |
| 21 | Danimarca (bandiera)      | C     | Mathias Greve         |
| 22 | Islanda (bandiera)        | D     | Ari Skúlason          |
| 23 | Danimarca (bandiera)      | A     | Thomas Mikkelsen      |
| 24 | Danimarca (bandiera)      | D     | Oliver Lund           |
| 26 | Costa d'Avorio (bandiera) | C     | Yao Dieudonne         |
| 28 | Danimarca (bandiera)      | A     | Anders Jacobsen       |